# Андерссон, Карин Элизабет
Карин Элизабет Андерссон (швед. Karin Elizabet Andersson; 8 октября 1918 года, Халланд, Швеция — 20 июля 2012 года, там же) — шведский политический деятель, член Партии Центра. Занимала пост министра по вопросам гендерного равенства в правительстве Швеции в период с 1979 по 1982 год.

## Биография
Карин Андерссон родилась в семье муниципального советника Элиаса Андерссона. В 1947 году начала работать в качестве журналиста в издании Hallands Nyheter, затем — в газете Alandstidningen (до 1957 года). В 1960-х годах Андерссон сотрудничала со Шведским радио; в этот же период Карин вступила в Партию Центра и в 1966 года получила пост федерального секретаря организации. Андерссон находилась в должности до 1979 года.
В 1966 году Андерссон была избрана в городской совет Стокгольма, а в 1971—1985 годах являлась членом Риксдага. В 1979 году ей был предложен пост министра по вопросам гендерного равенства в кабинете премьер-министра Турбьёрне Фельдине. Первоначально она планировала покинуть Риксдаг и отказаться от должности, но в конце концов приняла предложение и служила министром до 1982 года. Будучи членом правительства, она сосредоточила своё внимание на гендерном равенстве в сфере труда, а также на проблеме иммигрантов и беженцев, въезжающих в страну. После ухода из политики она покинула Стокгольм переселилась на ферму в Халланде, где провела остаток своей жизни.